# 更田豊志
更田 豊志（ふけた とよし、1957年7月31日- ）は、日本の工学者。日本原子力研究開発機構原子力基礎工学研究部門副部門長を経て、2017年9月より2022年9月まで原子力規制委員会委員長。退任後、原子力規制委員会参事、東京大学大学院工学系研究科原子力国際専攻上席研究員（教授相当）。

## 経歴・人物
- 1978年4月 東京工業大学（のちの東京科学大学）入学[2]
- 1982年3月 同大学工学部機械物理工学科卒業[5]
- 1987年3月 同大学大学院理工学研究科機械物理工学専攻博士課程修了[2]、工学博士（宮内敏雄教授研究室） 学位論文の題は「触媒燃焼に関する基礎的研究」[6]。
- 1987年4月 日本原子力研究所入所[2]
- 1988年8月 サンディア国立研究所駐在（ - 1990年5月）[5]
- 2001年4月 日本原子力研究所 企画室調査役[2]
- 2003年4月 日本原子力研究所 安全性試験研究センター原子炉安全工学部燃料安全研究室長[2]
- 2005年10月 日本原子力研究開発機構 安全研究センター原子炉安全研究ユニット長[2]
  - 2005年12月25日、佐賀県主催で開かれた玄海原子力発電所3号機プルサーマル計画についての公開討論会に原子力安全委員会原子炉安全専門審査会委員の立場でオブザーバーとして出席[7]
  - 2009年2月 総合資源エネルギー調査会原子力安全・保安部会原子炉安全小委員会安全評価ワーキンググループ委員[8][9]
- 2010年4月 日本原子力研究開発機構 安全研究センター副センター長[2]
  - 2011年11月 原子力安全・保安院高経年化技術評価に関する意見聴取会委員[10][11]
- 2012年4月 日本原子力研究開発機構 原子力基礎工学研究部門副部門長[2]
- 2012年9月19日 環境省原子力規制委員会委員[12]
- 2014年9月19日 環境省原子力規制委員会委員長代理[1]
- 2017年9月22日 環境省原子力規制委員会委員長[13]
- 2022年9月25日 環境省原子力規制委員会参事[14]
- 2023年3月 原子力損害賠償・廃炉等支援機構燃料デブリ取り出し工法評価小委員会委員長[15]
- 2023年4月 東京大学大学院工学系研究科原子力国際専攻上席研究員（教授相当）[16][5]
- 2023年5月 日本原子力学会原子力安全部会幹事[17]

## 研究・著作
- 更田豊志,宮内敏雄「白金触媒上でのメタンの表面反応」『日本機械学會論文集』. B編 1986年4月25日, 52巻, 476号; : 社団法人日本機械学会
- 博士論文「触媒燃焼に関する基礎的研究」東京工業大学 工学博士 1987年3月26日 甲第1816号
- 更田豊志、永瀬文久、笹原昭博「核燃料工学の基礎--軽水炉燃料を中心に(第9回)軽水炉燃料のふるまい」『日本原子力学会誌』 日本原子力学会編集委員会 編2005年
- 村松靖之, 大河原正美, 鈴木寿之, 柴田功, 更田豊志「NSRRにおけるカプセル装荷装置B型の設計・製作 : 受託研究」 日本原子力研究開発機構、2007年 (JAEA-technology ; 2007-28)[18]

## エピソード
- 父の更田豊治郎は元日本原子力研究所の副理事長[19]
- 原子力規制庁の責任回避に激怒した事がある[19]。
- 原子力規制委員会の発足当時からの委員で、世界最高水準を目指した新規制基準の制定を主導した[20]。
- 原子力規制委員会の発足当時に委員を引き受けたのは、「逃げるべきでは無い」と考えたから[20]。
- 原子炉安全の専門家と評される事がある[20]。
- 有能な実務家と評される事がある[21]。
- 原子力規制委員会委員長としては、初代委員長の田中俊一に考えが近い[21]。
- 2004年度、2007年度、日本原子力学会賞・論文賞を受賞[22]。
- 2016年5月、米国試験材料協会（ASMインターナショナル）の2015年度クロール賞を受賞した[23]。
- 2020年には、関西電力に対し求める原発の火山灰対策を決める委員会に向けての非公開の事前会議の場で、2案のうち1案を退ける方針を決めたのにもかかわらず、議事録を作成せず、参加者に配布した資料も回収・廃棄していたことが判明している。事前会議には更田らも出席しており、密室で指導案を排除した形であり、実質的に意思決定の場になっているとの批判が出た[24]。